# Goltzius and the Pelican Company
Goltzius and the Pelican Company is een Brits-Nederlands-Franse dramafilm uit 2012 onder regie van Peter Greenaway.

## Verhaal
In 1590 komt de Hollandse schilder en graveur Hendrick Goltzius naar het kasteel van de markgraaf van de Elzas. Hij haalt de edelman over om hem geld te geven, zodat hij een drukpers kan kopen. Daarmee wil Goltzius erotisch getinte versies van geïllustreerde verhalen uit het Oude Testament afdrukken. Wanneer hij zijn boek heeft voltooid, wil de markgraaf dat hij de illustraties aan zijn hof opvoert in de vorm van een toneelstuk.

## Rolverdeling
- Ramsey Nasr: Hendrick Goltzius
- F. Murray Abraham: Markgraaf
- Giulio Berruti: Thomas Boethius
- Halina Reijn: Portia
- Vincent Riotta: Ricardo del Monte
- Anne Louise Hassing: Susannah
- Flavio Parenti: Eduard
- Lars Eidinger: Quadfrey
- Truus de Boer: Sophie
- Francesco De Vito: Rabbi Moab
- Kate Moran: Adaela
- Pippo Delbono: Samuel van Gouda
- Maaike Neuville: Isadora
- Lisette Malidor: Ebola
- Vedran Živolić: Joachim